# Гончарный круг (фильм)
«Гончарный круг» — советский телефильм 1974 года режиссёра Вадима Дербенёва по одноимённой повести Владимира Ионова.

## Сюжет
Тележурналисты, снимая репортажи из деревень Ярославской области, заезжают в деревню Пеньки снять сюжет о местном мастере-гончаре.
Этот мастер — простой русский крестьянин, колхозник Михаил Лукич Болотников, которому пошёл восьмой десяток. Переняв по наследству от деда и отца гончарное дело, он всю жизнь «ляпает горшки», с нежностью относится к своим изделиям, но даже не думает о том, что это произведения искусства. Известность пришла случайно, когда его кринки, молочники, глечики и кандейки каким-то образом попадали на выставки предметов художественного народного промысла.
Киноэкспедиция в отдалённой деревне, куда легковые машины-то никогда не заезжали, вызывает ажиотаж среди жителей. Михаил Лукич растерян вниманием к нему со стороны столичного телевидения. Первый съёмочный день оканчивается полной неудачей: перед объективом киноаппарата натруженные рабочие руки Лукича теряют свою уверенность.
И причина этому не страх кинокамеры: он много повидал на своём веку, совсем не просидел всю жизнь за гончарным кругом в своей деревне. Участник Гражданской войны, затем прошёл всю Великую Отечественную войну. Много тяжёлого, трудного, страшного выпало на его долю. Он смущён вниманием, оказанным лично ему. Человеку удивительной скромности, чистой и нежной души, это пристальное внимание кажется незаслуженным.
Молодой режиссёр понимает, что в его руках драгоценный материал, он отлично понимает и волнение старика, и со всей возможной чуткостью подводит его к съёмкам. Киноэкспедиция, рассчитывавшая лишь мимоходом заехать снять репортаж, на три дня остаётся в деревне.
На помощь Лукичу приходит и его друг дед Макар, рассказами о пережитых вместе трудностях доказывающий, что Лукича любят и ценят земляки, и он достоин быть героем телесюжета.

казалось бы, нехитрый сюжет фильма. Но именно эта простота сюжета и сделала работу над картиной крайне сложной. В фильме нет «самоигральных» моментов, которые смотрятся зрителями с захватывающим интересом даже при несовершенной работе актёров и режиссёра. Нет и сложной интриги, увлекающей зрителей. Три человека — старый мастер Лукич А. Файт, его друг Макар (С. Тихонов) и кинорежиссёр (Э. Марцевич). На их простых взаимоотношениях держится фильм.

## В ролях
- Андрей Файт — Михаил Лукич Болотников, мастер, деревенский гончар-самородок
- Сергей Тихонов — дед Макар
- Эдуард Марцевич — Денис, режиссёр-оператор документального кино
- Серёжа Туманов — Ванятка
- Александра Денисова — Матрёна Ивановна
- Алексей Кузнецов — Василий
- Наталья Швец — Аннушка
- Геннадий Полунин -Митька Савёлов
- Иосиф Кутянский — председатель колхоза
- Георгий Светлани — дед Александр
- Лев Дубов — Кондратий
- Вячеслав Жолобов — Валентин
- Олег Корчиков — Виктор
- Михаил Дадыко — Филимон
- Валентин Никулин — атаман
- Александр Орлов — Михаил Болотников в молодости
- Николай Сморчков — Генаха Воронин

## Роль А. А. Файта
Для актёра Андрея Андреевича Файта, сыгравшего уже более полусотни ролей, начинавшего ещё в немом кино, роль в этом  фильме стала одной из последних работ в кино, единственной главной и одной из очень немногих положительных ролей, выделяющейся из фильмографии известного своим амплуа «главного злодея советского кино» актёра, игравшего лишь отрицательных персонажей.
Сам актёр очень ценил эту роль и был признателен режиссёру за «режиссёрское мужество» дать ему эту роль.

## Литературная и реальная основы, съёмка[4]
В 1970-х годах журналист Владимир Ионов, спецкорр ТАСС по Ярославской области, познакомился в деревне Пеньково с крестьянином Михаилом Ивановичем Болотовым, материал о котором лёг в основу повести «Гончарный круг». Имя героя было изменено на Михаила Болотова, а деревня Пеньково стало деревней Пеньки.
Первая публикация повести состоялась в журнале «Волга» (1971, № 4), уже после выхода телефильма в 1976 году вышла в Волго-Вятском издательстве отдельной книгой.
Режиссёр Вадим Дербенёв, прочитав повесть, решил снять по ней фильм, однако, «Мосфильм» не принимал сценарий для съёмки полнометражного художественного фильма, Лишь благодаря главному редактору ТО «Экран» Стелле Ждановой стала возможна съёмка телефильма.
Съёмки велись в деревнях Некрасовского района Ярославской области.
У режиссёра была идея в главной роли снять самого прототипа повести, но, поскольку у него были трудности с текстом, и Михаил Болотов был не актёр, решил взять профессионального актёра. Однако, в кадре изготовления кринки на гончарном круге — сняты руки именно прототипа повести — Михаила Болотова, в титрах он указан как консульстант по гончарному делу.